# Franciszek Fronczak

Komitet Narodowy Polski w Paryżu 1918. Siedzą od lewej: Maurycy Zamoyski, Roman Dmowski, Erazm Piltz, stoją Stanisław Kozicki, Jan Emanuel Rozwadowski, Konstanty Skirmunt, Franciszek Fronczak, Władysław Sobański, Marian Seyda, Józef Wielowieyski

Franciszek Eustachy Fronczak (ur. 20 października 1874 w Buffalo, zm. 12 września 1955 tamże) – polski lekarz i prawnik, działacz organizacji Polonii w Stanach Zjednoczonych, członek Komitetu Narodowego Polskiego w Paryżu (1918-1919), w 1946 urzędnik UNRRA d.s nadzoru warunków sanitarnych w Polsce.

## Życiorys
W 1897 ukończył studia medyczne na Uniwersytecie Stanu Nowy Jork w Buffalo, w 1899 studia prawnicze na tej samej uczelni.
W 1894 zorganizował Klub Młodzieży Polskiej, w 1898 stanął na czele komitetu walczącego o wprowadzenie języka polskiego w tych szkołach publicznych, do których uczęszczały polskie dzieci. W 1905 założył Stowarzyszenie Polskich Lekarzy. W latach 1907–1946 komisarz zdrowia w Buffalo. Był inicjatorem wielu instytucji dobroczynnych; dbał o stan zdrowia i higieny skupisk polonijnych; czynił starania o równouprawnienie Amerykanów pochodzenia polskiego w życiu kościelnym, społecznym i gospodarczym.
W czasie I wojny światowej wraz z Ignacym Paderewskim utworzył w 1914 w Chicago Polski Centralny Komitet Ratunkowy (PCKR), zajmujący się początkowo pomocą humanitarną dla ludności polskiej na obszarze ziem polskich objętych działaniami wojennymi. W 1916 organ kierowniczy PCKR został przekształcony w Wydział Narodowy, który dążył do scentralizowania działań na rzecz narodowo-demokratycznego programu walki o niepodległość Polski. Wydział Narodowy Polskiego Centralnego Komitetu Ratunkowego uchwałą z 20 września 1917 uznał polityczne zwierzchnictwo Komitetu Narodowego Polskiego w Paryżu. Przedstawicielem KNP w USA został Ignacy Paderewski (członek KNP od chwili jego powołania 15 sierpnia 1917), natomiast przedstawicielem Wydziału Narodowego PCKR z Chicago, stałe uczestniczącym w pracach Komitetu Narodowego Polskiego, został Franciszek Fronczak, przyjęty na członka KNP formalnie w grudniu 1917. Do Paryża przyjechał w maju 1918, uczestnicząc w pracach Komitetu do jego rozwiązania 15 kwietnia 1919.
W okresie międzywojennym Franciszek Fronczak reprezentował USA na wielu międzynarodowych konwencjach medycznych. W 1946 mianowany na przedstawiciela United Nations Relief and Rehabilitation Administration (UNRRA) d.s nadzoru warunków sanitarnych w Polsce.
Członek wielu organizacji polonijnych. Doktor honoris causa Uniwersytetu Stanu Nowy Jork w Buffalo, Uniwersytetu Warszawskiego i Uniwersytetu Jagiellońskiego (1946).
Kolekcja archiwaliów Franciszka Fronczaka znajduje się w E.H. Butler Library w Buffalo State College jako The Fronczak Room Collections. Zawiera jego rękopisy, dokumenty osobiste i pamiątki.
Prezydent RP na uchodźstwie August Zaleski mianował go pośmiertnie na stopień generała brygady.